# Рутения
Руте́ния (лат. Ruthenia) — одна из средневековых латинских вариаций названия Руси, наряду с Russia, Ruscia, Rossia, Roxolania и другими. Образованный от Рутении экзоэтноним «рутены» соответствовал историческому восточнославянскому эндоэтнониму «русины». В эпоху Средневековья и в Новое время термин Рутения в ряду других существующих вариаций названия Руси использовался, в основном, несистематически и без какой-либо политической нагрузки. Начиная с XIX века участилось его использование как инструмента политически мотивированной дифференциации восточных славян.

## Происхождение
Данный вариант, восходящий к античному названию кельтского племени рутенов (лат. ruteni), из-за созвучности был перенесён западноевропейскими хронистами на Русь. При этом не совершались какие-либо попытки связать русскую историю с данным племенем. Это являлось принципиальным отличием от ещё одной «античной» формы наименования Руси — Роксолании, согласно концепции её происхождения от сарматских роксолан, долгое время считавшейся исторически верной.
По мнению лингвиста С. Л. Николаева, Ruthenia восходит к древнешведскому названию. Этимологическая, этнологическая и династическая связи Руси и Рудрсланда-Рудена-Руслагена отражены у средневековых западноевропейских книжников, которые исходили из того, что Русь — страна шведов-руденов, др.-шв. Rōþin-. Этот шведский этноним транскрибировался как Ruthen- с -th- (межзубный звонкий спирант [ð] в древнесаксонском, древнеанглийском и древневерхненемецком). Отсюда, по мнению Николаева, происходят средневековые латинские Rutheni, Ruthenia как обозначения восточных славян, Руси и России, в основном западной их части.
В Европе применительно к Руси этот термин фиксируется в XII веке у Гервасия Тильберийского, который в своей «Географии» писал, что «Польша с одной стороны имеет границу с Рутенией», цитируя фразу из позднеримского писателя Лукана: «Solvuntur flavi longa statione Rutheni». Лукан писал о германском племени, ср. rex Rutenorum, король нелокализованных германцев-рутенов в Аугсбургских анналах XII века, в которых рутенами, по мнению Николаева, названы шведские рудены, поскольку другие германские племена с подобным названием не известны. Н. Т. Беляев (1929) отождествлял русов и рутенов (Rutheni, с фрикативным [ð]) средневековых германских писателей с малоизвестным восточнофризским племенем (x)рюстры (Hriustri, от них образовано название графства Rüstringen в устье Везера). Николаев отвергает эту версию, поскольку в данном этнониме в хронологической последовательности произносились [hriust-] (хриуст-/хрьюст-), [riust-] (риуст-/рьюст-), [rüst-] (рюст-), но никогда [rust-] (руст-). По мнению Николаева, «кабинетная этимологизация» русов как «рустров» определяется умозрительной попыткой отождествить датчанина Рёрека Дорестадского, дядя которого имел бенефиций в Рюстрингене, с русским князем Рюриком.

## Несистематическое использование как вариация названия Руси

### Средние века
Самое раннее употребление термина «рутен» по отношению к народу Руси зафиксировано в Аугсбургских анналах, ведшихся клириками аугсбургского собора на протяжении X—XII веков и дошедших до нас в рукописи 1135 года. Галл Аноним, автор древнейшей польской хроники Cronicae et gesta ducum sive principum Polonorum, написанной на латинском языке в 1112—1116 годах, использует попеременно термины Rusia, Ruthenorum regnum (королевство русских), Ruthenorum rex (русский король), Ruthenus (русский), Rutheni (русские, русины). Рутения как название страны впервые упоминается в «Деяниях венгров» Анонима (вероятно, рубеж XII—XIII веков), в которой автор впервые именует Русь и Rutenia (один раз), и Ruscia (дважды), возможно это была попытка различать северо-восточную Владимирско-Суздальскую Русь и южную Киевскую, так как форма Ruscia оба раза употреблена во фразе: «Ruscia, que Susudal vocatur». Англо-латинский писатель Гервасий Тильберийский сообщает в сочинении «Императорские досуги» (около 1212 года), что «Польша в одной своей части соприкасается с Русью (она же Рутения)», и далее использует оба наименования равнозначно. В первой половине XIII века хороним Ruthenia употребляется итальянским автором Рикардо из Сан-Джермано, который сообщает о битве с монголами на реке Калке в 1223 году. Хроника Ливонии 1229 года именует рутенами жителей Новгорода и Пскова. В 1261 году в грамоте венгерского короля Белы IV по отношению к Галицко-Волынской Руси применена форма названия Ruthenia. В «Салонинской истории» середины XIII века далматинца Фомы Сплитского используются варианты Rutenia и Ruthenia.

### Новое время

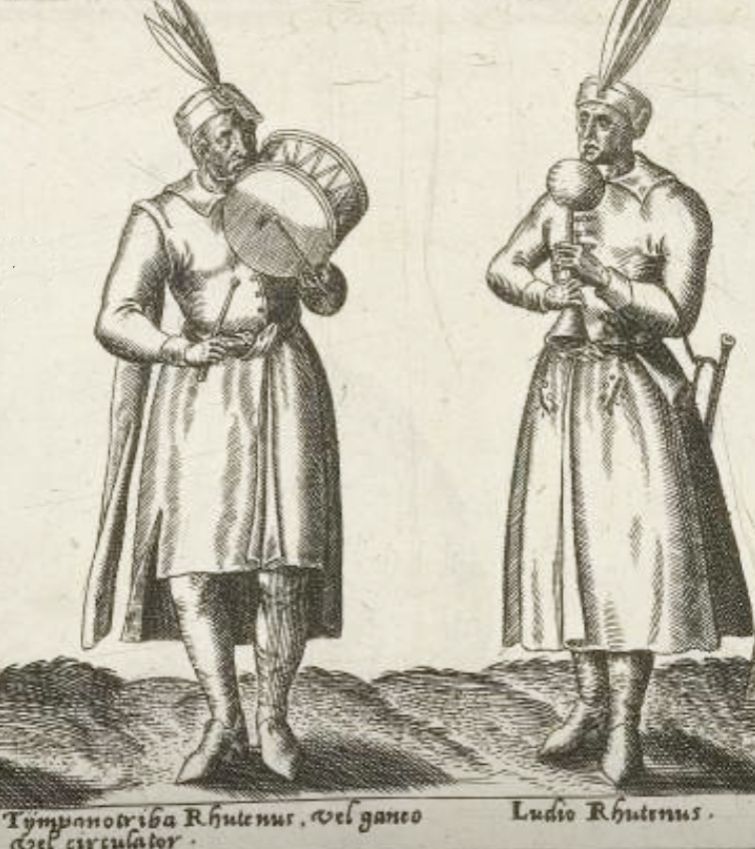
«Рутены» (русины) барабанщик и трубач, рисунок из книги Пьетро Бертелли (Pietro Bertelli), 1563 год

Термин «Рутения» изначально использовали монархи и католическое духовенство Европы, распространяя его как на Московскую Русь, так и на Западную Русь, входившую в состав Великого княжества Литовского и Польского королевства. Активное употребление экзонима Ruthenia связано с развитием католической миссии в Западной Руси в XVI—XVII веках. Оно использовалось наравне с «Russia» как синоним, без особой политической нагрузки.
Польские историки и хронисты XV—XVII веков старались по политическим причинам закрепить термины Ruthenia и Russia за Юго-Западной Русью, а в отношении Северо-Восточной Руси делали упор на термин «Московия». Тем не менее, несмотря на противодействие политике московских государей по объединению Руси, поляки ещё некоторое время признавали жителей «Московии» рутенами (русинами). Так, Матвей Меховский писал в «Трактате о двух Сарматиях», что жители Московии «Rutheni sunt et Ruthenicum loquuntur» (то есть являются русинами и говорят по-русски). Территориальное деление на Рутению и Московию, однако, прочно укоренилось в польско-литовской публицистике и историографии, и сейчас продолжает существовать в современных польских, украинских и многих англоязычных исторических и лингвистических исследованиях.
Постепенное появление в течение XVI века этногенетических теорий, основанных на легендарных персонажах, породило также различные версии об ином происхождении «московитов» (от библейского Мосоха либо от младшего брата Леха, Чеха и Руса, Москвы). На пике борьбы униатов и православных, вспыхнувшей в Речи Посполитой после заключения Брестской унии 1596 года, этими теориями пользовались униатские и католические полемисты, чтобы придать «схизматикам» московитам статус совершенно иного народа, противопоставленного русинам.

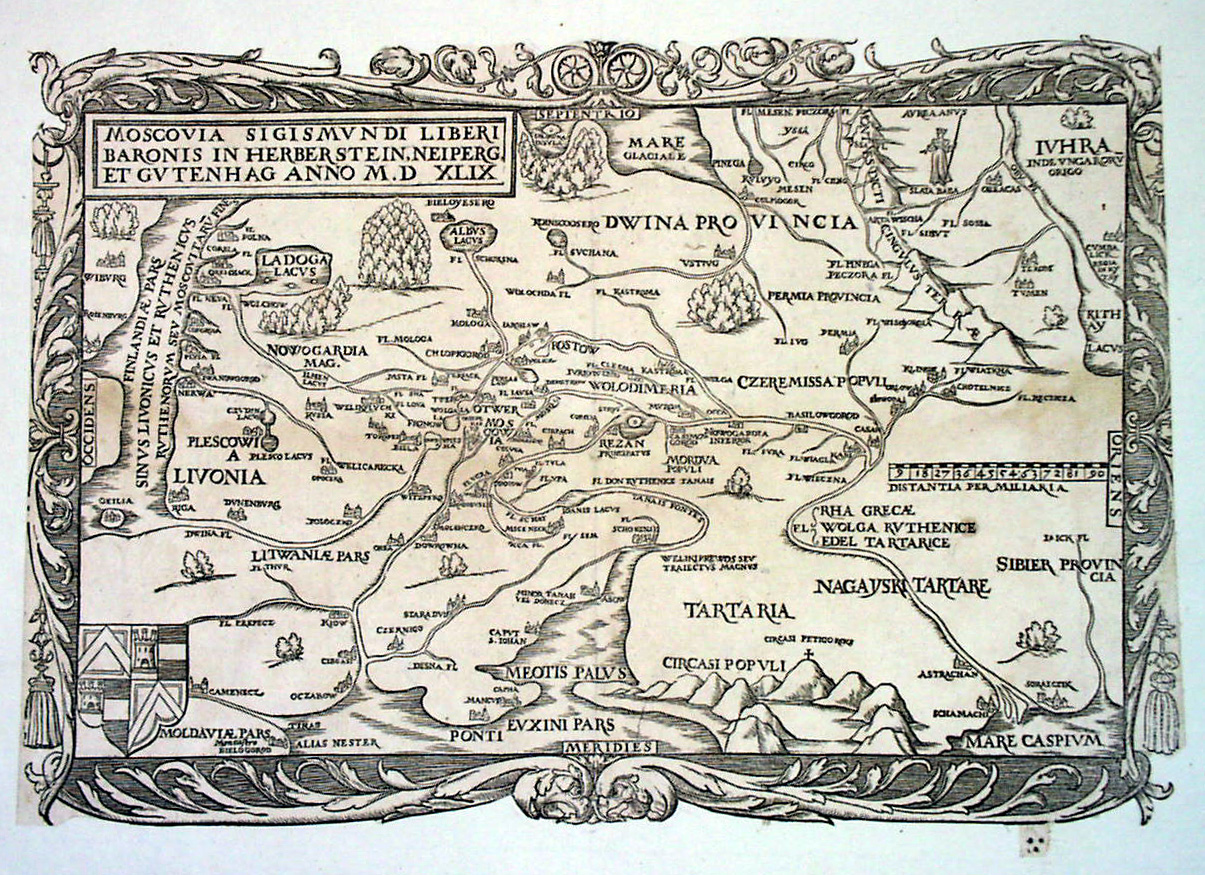
Карта Герберштейна

Несистематичность разделения Ruthenia, Russia и Moscovia давала о себе знать на протяжении всего Нового времени. Так в 1549 году австрийский посол Сигизмунд фон Герберштейн в своих Записках о Московии называл местных жителей не только московитами, но и рутенами:

Но каково бы ни было происхождение имени «Руссия», народ этот, говорящий на славянском языке, исповедующий веру Христову по греческому обряду, называющий себя на родном своем языке Russi, а по-латыни именуемый Rhuteni, столь умножился, что либо изгнал живущие среди него иные племена, либо заставил их жить на его лад, так что все они называются теперь одним и тем же именем «рутены» (Rutheni).
 На своей знаменитой карте Восточной Европы он не упоминает Русь (Рутению), пользуясь исключительно политико-географическими терминами Litwania и Moscovia, однако называет Финский залив «Sinus Livonicus et Ruthenicus».

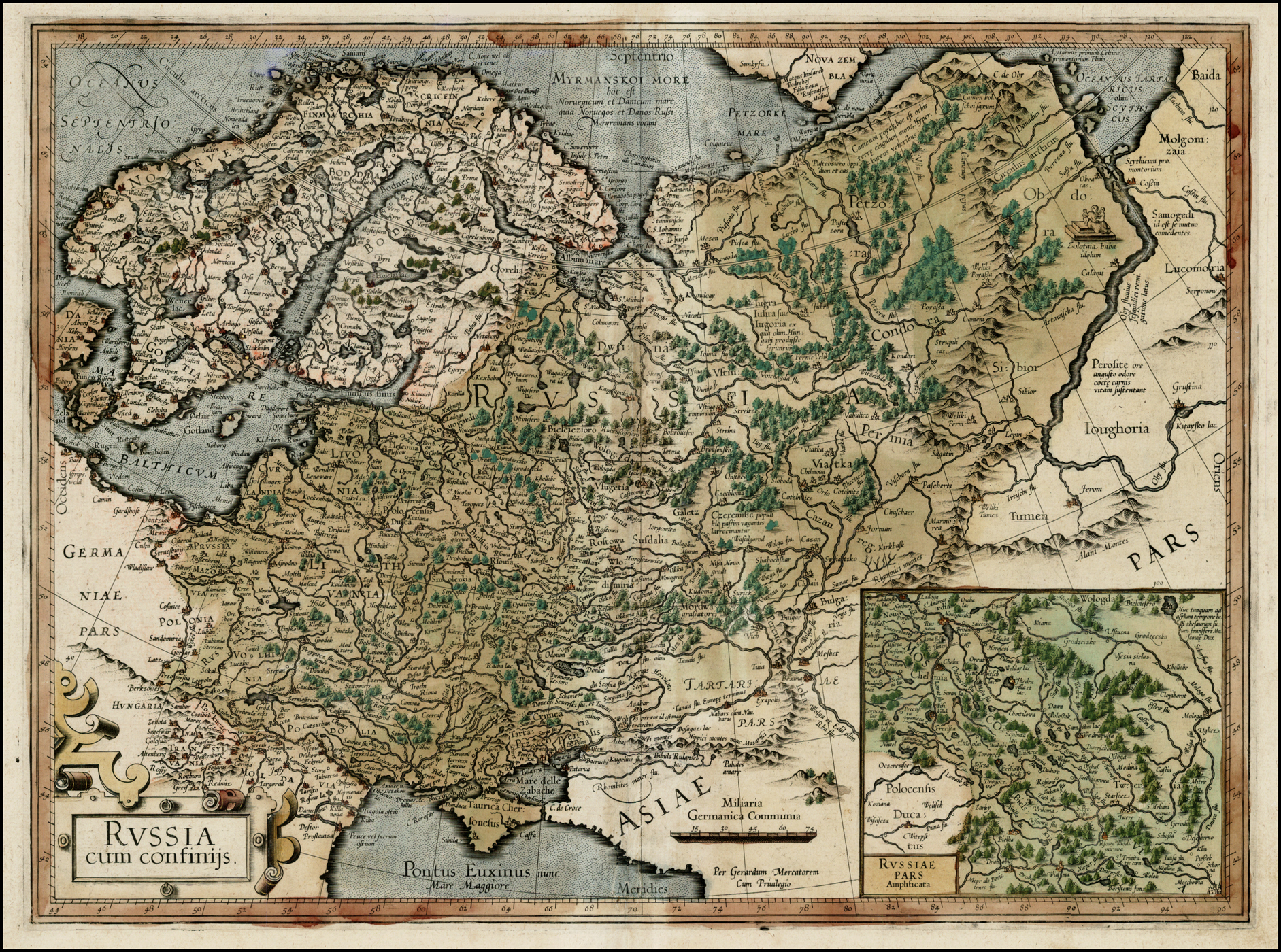
Карта Меркатора 1595 года

В свою очередь, существуют многочисленные примеры и того, как Юго-Западную Русь продолжали называть Russia. На своей знаменитой карте Rvssia com confinijs Меркатор в 1595 году обозначил этим термином не только земли Русского царства, но и прилегающую к этническим польским землям территорию Русского воеводства Речи Посполитой.
В 1844 году русский химик К. К. Клаус в честь России назвал открытый им новый химический элемент рутением (лат. Ruthenium).

## Противопоставление России и Рутении

### Австро-Венгрия
После разделов Речи Посполитой в Австрийской и впоследствии Австро-Венгерской империи данное латинское название Руси приспособили к немецкому языку (Ruthenien), в котором Русь традиционно называлась Russland или Reußen. Под влиянием политических обстоятельств термин приобрёл двоякую интерпретацию, которая по сей день зачастую встречается в историографии. В 1848 году по решению губернатора Галиции графа Франца фон Штадиона «рутенами» были признаны восточнославянские жители провинции с тем основанием, что они должны отличаться по наименованию от русских в России. Во второй половине XIX века власти Австро-Венгрии, пытаясь противодействовать галицко-русскому движению, направленному на союз с Россией, и стремясь разобщить русских, широко распространяли теорию, что подданные империи Габсбургов — это не русские, а некий другой народ — рутены. Из этого должен был следовать вывод, что у рутенов (Ruthenen) нет исторической причины симпатизировать России и русским (Russen). Эта мифологема распространялась несмотря на то, что сами галицкие русины никогда не называли себя рутенами, а русскими, русским народом. Термин вышел из употребления после краха Австро-Венгрии, а также в связи с распространением термина «Украина» и нового этнонима «украинцы».

### Нацистская Германия
Во время оккупации территорий СССР администрация Третьего рейха создала на белорусских землях генеральный округ Белорутения (нем. Generalbezirk Weißruthenien), входивший в рейхскомиссариат Остланд. Таким образом гитлеровцы, как ранее власти Австро-Венгрии в отношении галицких русин, пытались на терминологическом уровне отделить белорусов от русских (великороссов). Стандартное название Белоруссии в немецком языке — Weißrussland.

### Современная западная историография
В современной западной, в том числе англоязычной, историографии широко распространена терминологическая схема использования термина Ruthenia в контекстах Древней Руси, а также Западной Руси, находившейся в позднем Средневековье и раннем Новом времени под властью польско-литовских монархов, Венгрии или Молдавии. Однако поскольку термины Ruthenians и Ruthenia также употребляются для обозначения карпатских русин (Carpathian Ruthenians), в последнее время существует тенденция по снижению его использования в связи с неоднозначностью. Применительно к Древней Руси всё больше наблюдается термин Rus', выступающий одновременно как топоним, этноним и прилагательное. В отношении карпаторусинского народа стал преобладать этноним Rusyns.
Шведский славист Александр Пересветов-Мурат писал: «Под Рутенией мы понимаем территорию, в советской и российской историографии обозначаемую как Юго-Западная (и реже Литовская) Русь».